# カプロニ・ヴィッツォーラ F.4
カプロニ・ヴィッツォーラ F.4
カプロニ・ヴィッツォーラ F.4
- 用途：戦闘機
- 設計者：F. Fabrizi（設計班を統括）[1]
- 製造者：カプロニ・ヴィッツォーラ
- 初飛行：1940年7月[1]
- 生産数：1機

カプロニ・ヴィッツォーラ F.4（Caproni Vizzola F.4）は、1939年から設計/開発されたイタリアの戦闘機の試作機である。本機は引き込み式降着装置を持つ単座の片持ち式の低翼単葉機であった。

## 開発
F.4は、カプロニ・ヴィッツォーラ F.5と並行してF・ファブリッツィ（F. Fabrizi）に率いられた開発班により1937年遅くから開発された機種であり、両機は共通のエアフレームを有していた。本機の胴体は溶接鋼管フレームが枕頭鋲留めのジュラルミンで被われ、主翼は合板の応力外皮であった。ファブリッツィと設計班はF.4（Fabrizi 4の意）に出力715 kW (959 hp)（at 4,000 m (13,123 ft)）のイソッタ・フラスキーニ アッソ 121 R.C.40 V型12気筒液冷エンジンを搭載することを考えていたが、イタリア航空省は「アッソ」エンジンを戦闘機には使用しないこととした。これによりF.4の開発計画は、星型エンジンを搭載するF.5の開発を続行するために試作機の製作を前にして中断させられた。
1939年夏にイタリアは、出力876 kW (1,175 hp)を発生するダイムラー・ベンツ DB 601Aの最初の1基をドイツから受け取った。航空省がこのエンジンを戦闘機に使用することを承認したことでF.4の開発計画は命拾いした。イタリア王国空軍から発注された12機のF.5の中の最後の機体がDB 601Aを搭載するF.4の試作機に改装され、1940年7月に初飛行を行った。
それ以上のF.4の発注は無く、アルファロメオ製のDB 601Aエンジンを搭載した量産型として提案されたF.5bisの開発はより高性能なカプロニ・ヴィッツォーラ F.6Mの開発を推し進めるために中止された。

## 運用の歴史
イタリア王国空軍は１機のみのF.4の試作機を第303飛行隊（303ª Squadriglia）に配備し、この部隊は1942年の間この機体を実験的に運用した。

## 運用
イタリア王国
- イタリア王国空軍

## 派生型
F.4
ドイツ製のダイムラー・ベンツ DB-601Aエンジンを搭載した試作機。

## 要目
(F.4) Italian Civil and Military Aircraft 1930-1945
- 乗員：1名
- 全長：8.9 m (29 ft 2 in)
- 全幅：11.29 m (37 ft 0 in)
- 全高：2.90 m (9 ft 6 in)
- 翼面積：17.60 m2 (189.4 sq ft)
- 空虚重量：2,462 kg (5,428 lb)
- 全備重量：3,000 kg (6,614 lb)
- エンジン：1 × ダイムラー・ベンツDB 601A 倒立V型エンジン、876 kW (1,175 hp)
- 最大速度：550 km/h (340 mph; 300 kn) at 3,750 m (12,305 ft)
- 巡航速度：489 km/h (304 mph; 264 kn)
- 巡航高度：9,997.4 m (32,800 ft)
- 航続距離：700 km (435 mi; 378 nmi) at 435 km/h (270 mph)
- 武装：
  - 2 × 12.7 mm (0.5 in) ブレダSAFAT機関銃